# Tempesta (Band)
Tempesta ist eine Schweizer Hard-Rock-Band.

## Geschichte
Die Band wurde 1994 durch Reto Thalmann und Louis Chicherio gegründet und wenige Zeit später mit Pascal Fuchs und Andy Schuler ergänzt. Mit der damaligen Besetzung trat das Quartett in der Schweiz live an zahlreichen kleineren Events auf. Die erste Aufnahme bildete 1995 der Song „Depression“, die erste CD entstand 1999 unter dem Namen „Slow“. Dieser folgte 2001 die Single „Three“. 2002 wurde unter dem Titel „Platinum“ das erste Album veröffentlicht. Dieses enthielt zwölf Songs und wurde von der Band in Eigenregie produziert. 2003 trennte sich die Band vom damaligen Schlagzeuger Andy Schuler, an seiner Stelle stiess Armin Brühwiler zur Band.
Nachdem Tempesta in den Jahren zuvor nur vereinzelt im Ausland aufgetreten war, fanden 2007 mehrere Auftritte in Deutschland, Österreich, Frankreich, Italien und den Niederlanden statt. 2008 fand mit dem Zuzug von Ruedi Kälin eine weitere Änderung der Bandformation statt. Mit den beiden Singles „Grow“ (2008) und „The Way It Is“ (2009) gelang Tempesta den Einstieg in die Schweizer Hitparade.
Manuel Burkart vom Cabaretduo DivertiMento hat als Gitarrist gelegentlich Gastauftritte bei Konzerten. Auf der Single Drag You Down, welche am 22. August 2014 veröffentlicht wurde, wirkt Burkart als Divertimento-Figur Julian Kaufmann mit.
Am 10. Oktober 2014 erschien das fünfte Album Roller Coaster.
Im Sommer 2016 erlitten Tempesta durch ein Unwetter Totalschaden. Anfänglich liess sich nur erahnen welches Ausmass die Überschwemmung im Bandraum hinterliess. Nachdem die Feuerwehr Liter um Liter Wasser aus dem Keller pumpte, wurde klar, dass ihr ganzes Equipment zerstört war. Neben dem materiellen Verlust war auch der emotionale Schmerz gross.
Einige Konzerte mussten danach abgesagt werden, und ob die Jungs nochmals so viel Zeit und Geld in Tempesta investieren wollen, blieb anfänglich ungeklärt. Doch es ging weiter. Dank zahlreichen Helfern und Supportern stand die Band bald wieder auf der Bühne.
Am 18. Oktober 2019 erschien die Best of 25 Years Anniversary CD. Auf dem Album zu finden ist neben den Hits der letzten 25 Jahre auch ein neuer Song namens Highlife und als Bonustrack ein Rambo Instrumental Cover. In der Hall of Fame in Wetzikon fand am 26. Oktober die Plattentaufe statt und zugleich auch das 25-jährige Jubiläum. An dem Abend gingen auch einige Special Guests über die Bühne, welche den Weg von Tempesta in den letzten 25 Jahren Bandgeschichte kreuzte. Mit dabei waren Marcel Sardella (Crystal Ball), Renato Burkart (Ex. Tempesta, Ex. Pigskin) Mäse Lienert (Croak), Nano Ghilardi (Ex. Tempesta), Manu Burkart (Duo Divertimento).
Im Frühling 2021 wurden gleich zwei Singles veröffentlicht. Einmal die Clubhymne Hall of Fame und kurz darauf die Radioversion von Highlife.
Ein weiteres Highlight in der Karriere der Musiker folgt ein Jahr darauf. Tempesta erhielt im Mai 2022 im Old Capitol in Langenthal den Platin Award für über 35'000 verkaufte Alben.
Am 1. Juli 2022 erschien Carolina. Geschrieben wurde der Song in Zusammenarbeit mit Noah Veraguth. Die Single schaffte es in den Airplay Charts auf den Platz 186.
Der ZZ Top Klassiker Sharp Dressed Man stand schon lange auf der Liste der Band. Begonnen hat es als Spassprojekt. Doch aus Spass wurde Ernst und das Projekt nahm Formen an. Auch die Idee den Klassiker zusammen mit Featurings aufzunehmen entwickelte sich rasch weiter. Nachdem Marco Gassner zusagte, bauten die Jungs die Idee weiter aus und konnten auch Freddy Steady und Marc Storace für sich gewinnen. Der Release war am 8. April 2023. Am darauf folgenden Tag fand im Hard Rock Hotel Davos das 5-jährige Jubiläum des Hotels statt, welches ausgiebig mit Konzerten gefeiert wurde. Da Tempesta und Storace beide einen Auftritt hatten und Freddy Steady und Marco Gassner schnell an Bord waren, eignete sich das Jubiläum perfekt für die Livepremiere von Sharp Dressed Man. Am 14. April 2023 erschien das dazu gehörige Musikvideo. Auch im Clip sind die drei Features am Werk.

## Diskografie
Alben
- 2003: Platinum (Membrane Records)
- 2006: Fulltime Joker (Fill the Voids) (Quam Libet Records, Membrane Records, Non Stop Music Records)
- 2009: The Other Side (Fastball Music)
- 2012: Unbounded (Fastball Music)
- 2014: Roller Coaster (Sonic Revolution)
- 2019: Best of 25 Years Anniversary (iMusician Digital)

Singles
- 2009: The Way It Is (Fastball Music)
- 2010: I'm Sorry (Fastball Music)
- 2014: Drag You Down (Sonic Revolution)
- 2021: Hall of Fame (iMusician Digital)
- 2021: Highlife (Radio Edit) (iMusician Digital)
- 2022: Carolina (iMusician Digital)
- 2023: Sharp Dressed Man - Coverversion of ZZ Top "Eliminator 1983" Written by Billy Gibbons, Joe Michael Hill, Frank Lee Beard (iMusician Digital)